# IK Junkeren
IK Junkeren is een Noorse sportclub uit Bodø, in de provincie Nordland. De club werd in 1958 opgericht en heeft een voetbal- en handbalafdeling. De voetbalafdeling komt uit in de hogere amateurreeksen. De traditionele kleuren zijn blauw en wit. 